# Pontonia katoi
Pontonia katoi är en kräftdjursart som beskrevs av Kubo 1940. Pontonia katoi ingår i släktet Pontonia och familjen Palaemonidae. Inga underarter finns listade i Catalogue of Life.